# Cnephasia hunzorum
Cnephasia hunzorum es una especie de polilla perteneciente al género Cnephasia, categorizada en la tribu Cnephasiini, de la subfamilia Tortricinae.

## Distribución
Se distribuye por India y Pakistán.

## Taxonomía
Fue descrita por Diakonoff en 1971 y publicada por primera vez en (Cnephasia), Verff. Zool. Staatsamml. Mnchen 15: 174.